# Pseudapis kenyensis
Pseudapis kenyensis är en biart som beskrevs av Gregory B. Pauly 1990. Pseudapis kenyensis ingår i släktet Pseudapis och familjen vägbin. Inga underarter finns listade i Catalogue of Life.